# Fredrik Bergengren
Fredrik Bergengren, född i Göteborg 12 juni 1961, var professionell musiker mellan 1983 och 1996. Han var med och startade Tricky Track (1982-1984) och sedan Time Gallery (1985-1991).
Efter detta spelade Bergengren i Mikael Wiehes band mellan 1991 och 1993 och därefter en kort session med Dan Hylander 1994. Fredrik drev också skivbolaget Blackbird Records mellan 1991 och 1996.
Från 1996 till 2001 var Bergengren anställd som ljudtekniker och sedermera även som planeringschef på filmproduktionsbolaget Vision Recording. Sedan 2001 driver Bergengren tillsammans med Johan Grennert och Anders Brandt filmproduktionsbolaget Smartfilm AB. Parallellt med detta så är Bergengren medlem i originalbandet Colorstone.